# Jacoba Hingst

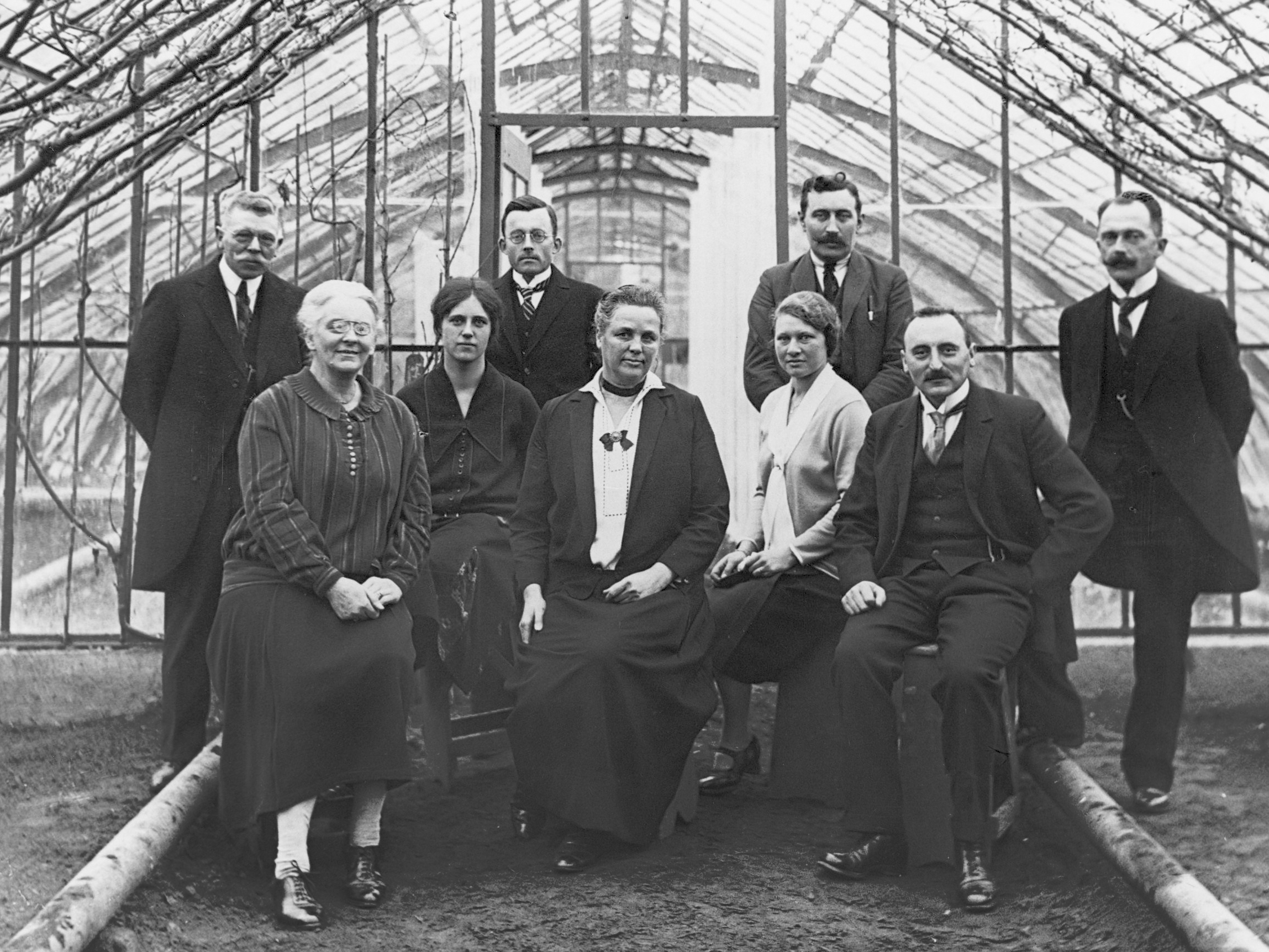
Lehrkräfte der Schule, in der Mitte Jacoba Hingst, ca. 1935

Jacoba Hingst (* 15. Dezember 1871 in Amsterdam; † 12. April 1950 in Nijmegen) war eine niederländische Biologin und Gründerin der ersten Gartenbauschule für Mädchen in den Niederlanden.

## Jugend und Ausbildung
Jacoba Hingst wurde in Amsterdam als zweite Tochter von Margaretha Catharina Müller (1840–1897) und Sijbrand Jan Hingst (1834–1890) geboren. Ihr Vater, ein Jurist, war Gerichtsschreiber und später Richter am Landgericht Amsterdamer. Dort wuchs sie mit ihren Schwestern Adelaïde (1871–1945) und Maria (1873–1893) und ihrem Bruder Jelle (1875–1927) auf. Als ihr Vater 1883 Mitglied des Obersten Gerichtshofs wurde, zog die Familie nach Den Haag. Nach dem Tod ihrer Eltern lebte Hingst weiterhin mit ihrer Schwester Adelaïde im elterlichen Haus in der Celebesstraat 93.
Im Jahr 1897 wurde Jacoba Hingst Mitglied der rubriekcommissie Bloemenvak der Nationale Tentoonstelling van Vrouwenarbeid, die 1898 in Den Haag stattfand. Dieses Komitee war für die gärtnerische Gestaltung des Ausstellungsgeländes und für einen Ausstellungsbereich mit eingereichten Pflanzen, Blumen und entsprechenden Accessoires verantwortlich. Darüber hinaus organisierte das Komitee Vorträge über die Zweckmäßigkeit einer Berufsausbildung für Mädchen im Gartenbau. Vizepräsidentin dieses Ausschusses war Cornelia Pompe.
Nach der Ausstellung ging Hingst zum Biologiestudium nach Leiden, schrieb sich aber 1902 erneut für das gleiche Studium ein. Am 28. April 1903 ließ sich Jacoba Hingst zusammen mit Cornelia Pompe in der Gemeinde Leiden unter der Adresse Apothekersdijk 32 registrieren. In diesem Haus, dem „Leidse Volkshuis“, wohnte auch Emilie Knappert, die Gründerin dieses Gemeinschaftshauses.

## Tuinbouwschool Huis te Lande
Im Jahr 1904 erwarb Jacoba Hingst ihr Lehrdiplom für Zoologie und Botanik (K4 Biologie). Im selben Jahr kaufte sie mit eigenen Mitteln mehr als drei Hektar Land von der Gemeinde Rijswijk am Van Vredenburchweg, wo sie eine Villa für eine Gartenbauschule für Mädchen bauen ließ. Sie selbst zog im Jahr 1905 nach Rijswijk. Im Jahr 1907 wurde die Gartenbauschule für Mädchen Huis te Lande, eine Privatschule, für die ersten Schülerinnen eröffnet. Bis dahin war eine solche Ausbildung nur für Jungen möglich gewesen.
Jacoba Hingst, die Leiterin der Schule, und Cornelia Pompe entwickelten das Lehrmaterial selbst. Hingst unterrichtete die theoretischen Fächer und Pompe den praktischen Unterricht, bis sie diesen 1911 krankheitsbedingt beenden musste. Pompe starb im Jahr 1913. Im Jahr 1914 gründete Hingst eine Stiftung, die Gartenbaustiftung Huis te Lande, deren Sekretärin sie wurde. Im Jahr 1937 legte Hingst ihr Amt als Direktorin nieder und wurde von H.E. Casparé, einer Lehrerin der Schule, abgelöst. Im Jahr 1932 feierte die Schule ihr 25-jähriges Bestehen und Jacoba Hingst wurde zur Ritterin des Ordens von Oranien-Nassau ernannt. Nachdem sie 1945 als Sekretärin zurückgetreten war, wurde die Stiftung 1947 in Jacoba Hingst Stichting umbenannt.
Jacoba Hingst starb am 12. April 1950 in Nijmegen.